# Jochberg (Tyrolsko)
Jochberg je obec v Rakousku. Nachází se ve spolkové zemi Tyrolsko v okrese Kitzbühel a má přibližně 1 600 obyvatel.

## Poloha
rozprostírá na mírně tvarovaných svazích Kitzbühelského pohoří Grasberge v údolí Jochberger Ache. Centrum Jochbergu se nachází přibližně na půli cesty mezi Kitzbühelem a průsmykem Thurn, který vede do Mittersillu v salcburském regionu Pinzgau. Území obce tvoří nejjižnější část údolí Leukental a zasahuje až k hranicím se spolkovou zemí Salcbursko. Asi 500 metrů před touto zemskou hranicí leží Torsee, pramenné jezero řeky Saalach.
Rozloha obce je 87,86 km², z toho připadá 7,5 % na zemědělskou půdu,48,2 % na alpské louky a 39,6 % na lesy. Z celkové plochy je 10,3 % osídleno.

### Členění obce
Kromě obce Jochberg podél hlavní silnice do průsmyku Thurn patří k obci několik vesnic. Struktura osídlení je doplněna vysokým podílem individuálních farem na svazích, kde převažuje zemědělství.
Části obce: Jochberg 
- Astach (rozptýlené domy)
- Bärenbichl (rozptýlené domy)
- Bichl (rozptýlené domy)
- Ed (rozptýlené domy)
- Filzen (vesnice)
- Hütte (vesnice)
- Jochbergwald (Rotte)
- Mairhofen (rozptýlené domy)
- Oberhausen (rozptýlené domy)
- Pschitt (vesnice)
- Reith (rozptýlené domy)
- Schigebiet Jochberg (rozptýlené domy)
- Schigebiet Pengelstein (rozptýlené domy)

### Okolní obce
Tři ze sedmi sousedních obcí se nacházejí v okrese Kitzbühel, ostatní v okrese Zell am See.
|                       | Kitzbühel  | Aurach bei Kitzbühel |
| Kirchberg in Tirol    |            | Saalbach-Hinterglemm |
| Bramberg am Wildkogel | Mittersill | Stuhlfelden          |

## Historie
Oblast kolem Jochbergu je osídlena od nepaměti. Již kolem roku 1500 př. n. l. zde bylo hornické středisko na řece Kelchalpe u Aurachu. Dvě tavicí pece z doby kolem roku 3000 př. n. l. ukazují, že hornictví v této oblasti je ještě starší.
Jochberg je mýtní osada. Osadníci pocházeli z kláštera Rott am Inn, kteří museli nejprve rekultivovat půdu. První písemná zmínka o obci jako o Lohbergu/Johbergu pochází z roku 1073 za Jindřicha IV., ačkoli jde o diplomatický falzifikát z konce 12. nebo počátku 12. století. Od roku 1275 Jochberg tvořil rozhraní mezi Salcburskem a Bavorskem.
Od 14. století patřila obec ke dvoru Kitzbühel. O století později byla obec rozšířena a stala se čtvrtí. Kolem roku 1500 se charakter Jochbergu změnil a byla obnovena těžba kovů, jako stříbro a měď. Ruda se tavila v osadě Hütten. Těžba zde probíhala až do roku 1926 a huť byla provozována až do roku 1874.
Od roku 1762 je Jochberg samostatnou obcí a figuruje mezi deseti obcemi krajského soudu Kitzbühel. V roce 1835 zde byla vybudována silnice.